# Phaonia peregrina
Phaonia peregrina är en tvåvingeart som beskrevs av Malloch 1921. Phaonia peregrina ingår i släktet Phaonia och familjen husflugor. Inga underarter finns listade i Catalogue of Life.